# زابروزده
زابروزده (به لهستانی:  Zabruzdy) یک روستا در لهستان است که در گمینا میاستکوف کوشچیلنه واقع شده‌است.